# Jesús María Aguilar
Jesús María Aguilar González (Monterrey, Nuevo León, 1829 - Ciudad de México, Distrito Federal, 9 de enero de 1891) fue un abogado y político mexicano que ocupó la gubernatura de Nuevo León durante el imperio de Maximiliano.

## Biografía
Nació en Monterrey, Nuevo León, en 1829, siendo hijo de Leandro Aguilar y de Clara González. Estudió en el Seminario de Monterrey y obtuvo el título de abogado. Al abrirse el Colegio Civil en 1859, figuró como catedrático de filosofía. En diciembre de 1860 fue nombrado director de dicho plantel, sustituyendo al primer director, Lic. José de Jesús Dávila y Prieto. Hermenegildo Dávila dijo una vez que era "rígido y de carácter irascible". Le tocó realizar el primer examen y la primera distribución de premios. 
En 1864 estableció en el colegio el taller de imprenta. Participó en la vida política local. Fue primer regidor en 1852 y alcalde 2o. en 1854. Al ocupar Monterrey los franceses, Castagny lo designó prefecto municipal el 26 de agosto de 1864, nombramiento que él fue ratificado por Maximiliano. Ejerció hasta el 6 de febrero de 1865 al ser instalado el nuevo Ayuntamiento.
Héctor González lo describió como "hombre afortunado que supo estar bien con todos los gobiernos". Era, a su muerte, miembro de la Corte Militar. Murió en la Ciudad de México, el 9 de enero de 1891.
Estuvo casado con María Consuelo Piñón Zendejas, hermana de María de la Merced Piñón Zendejas, esposa de Manuel García Rejón; tuvieron 17 hijos.